# Draba rubricaulis
Draba rubricaulis är en korsblommig växtart som beskrevs av Amos Arthur Heller. Draba rubricaulis ingår i släktet drabor, och familjen korsblommiga växter. Inga underarter finns listade i Catalogue of Life.